# Inge Helten
Inge Helten (Sinzig, 31 december 1950) is een West-Duits atleet uit Duitsland.
Op de Olympische Zomerspelen van Montreal in 1976 behaalde Helten een bronzen medaille op de 100 meter sprint. Ook liep ze de 200 meter, waarin ze vijfde werd.
Met het West-Duitse estafette-team liep ze de 4x100 meter sprintestafette, en West-Duitsland pakte daar de zilveren medaille.
Helten liep tweemaal een wereldrecord: in 1972 liep ze 7,53 seconde op de 60 meter indoor, en in 1976 liep ze in 11,04 seconde de 100 meter sprint. Ook werd ze in 1975 West-Duits nationaal kampioene op de 100 meter, en in 1976 nationaal kampioene-indoor op de 200 meter.

## Persoonlijke records
- 100 meter: 11,04 sec (1976)
- 200 meter: 22,68 sec (1976)[7]

- Gemeinsame Normdatei: 189476559
- World Athletics: 14348515
- Virtual International Authority File: 221016637